# Rhynchotheca spinosa
Rhynchotheca spinosa är en tvåhjärtbladig växtart som beskrevs av Hipólito Ruiz López och Pav.. Rhynchotheca spinosa ingår i släktet Rhynchotheca och familjen Vivianiaceae. Inga underarter finns listade i Catalogue of Life.